# Symphonie no 41 de Michael Haydn
La Symphonie no 41 en la majeur, Perger 33, Sherman 41, MH 508, est une symphonie de Michael Haydn, composée en 1789 à Salzbourg. C'est la dernière symphonie qu'il a composée alors qu'il a vécu encore dix-sept ans.

## Analyse
Elle comporte trois mouvements:
1. Allegro spiritoso
2. Andante fugato
3. Vivace molto

Durée de l'interprétation : environ 19 minutes.

## Instrumentation
La symphonie est écrite pour deux hautbois, deux bassons, deux cors, cordes.